# غوفراوية
غوفراوية (الاسم العلمي:Geomyini) هي قبيلة من الحيوانات تتبع فصيلة الغوفرية من رتبة القوارض.

## أجناس
- غوفر (الاسم العلمي:Geomys)
- غوفر مكسيكي  (الاسم العلمي:Pappogeomys)
- غوفر مستقيم  (الاسم العلمي:Orthogeomys)
- غوفر فداني (الاسم العلمي:Zygogeomys)